# آدم تومسون
آدم تومسون (بالإنجليزية: Adam Thompson)‏ (28 سبتمبر 1992 هارلو المملكة المتحدة - ) هو لاعب كرة قدم بريطاني يلعب كمدافع.

## مسيرته الكروية
لعب آدم تومسون خلال مسيرته الاحترافية مع 8 أندية في ثلاثة عشر موسمًا وسجل خلالها 5 أهداف ضمن 224 مباراة. ولم يفز بأي موسم بالكأس أو بالدوري.
خاض آدم تومسون مسيرته مع نادي واتفورد في موسم 2010–11 في المرة الأولى لمدة موسم واحد ثم في موسم 2012–13 لمدة موسم واحد، مشاركًا طوالها في 14 مباراة سجل خلالها هدفًا واحدًا. ثم انتقل إلى نادي برينتفورد في موسم 2011–12 لمدة موسم واحد، حيث شارك في 20 مباراة ولم يسجل أي هدف. لينتقل بعدها إلى نادي ساوثيند يونايتد في موسم 2013–14 ليلعب معه أربعة مواسم، مشاركًا في 109 مباراة سجل خلالها 3 أهداف. ثم انتقل إلى نادي بوري في موسم 2017–18 ولمدة موسمين، مشاركًا في 59 مباراة سجل خلالها هدفًا واحدًا. هذا وانتقل لاحقًا إلى نادي روذرهام يونايتد في موسم 2019–20 لمدة موسم واحد، مشاركًا في 10 مباريات ولم يسجل أي هدف.

## وصلات خارجية
آدم تومسون على موقع قاعدة بيانات كرة القدم.إي يو (الإنجليزية)
- آدم تومسون على موقع ناشيونال فوتبول تيمز (الإنجليزية)
- آدم تومسون على موقع Soccerbase.com (لاعب) (الإنجليزية)
- آدم تومسون على موقع Soccerway.com (الإنجليزية)